# Chanteloup-les-Bois
Chanteloup-les-Bois – miejscowość i gmina we Francji, w regionie Kraj Loary, w departamencie Maine i Loara.
Według danych na rok 2010 gminę zamieszkiwało 681 osób, a gęstość zaludnienia wynosiła 24 osoby/km².